# Sindangraja (Sukaluyu)
Sindangraja is een bestuurslaag in het regentschap Cianjur van de provincie West-Java, Indonesië. Sindangraja telt 7203 inwoners (volkstelling 2010).